# Die Obdachlosigkeit der Fische
Die Obdachlosigkeit der Fische versammelt 75 Episoden von Wilhelm Genazino aus dem Jahr 1994.
Eine 44-jährige ledige Grundschul-Lehrerin gibt kleine, teilweise zusammengehörende Geschichten – Dokumente „bitterer Kraftlosigkeit und absoluter Glücksverfehlung“ – zum Besten.

## Inhalt
Handlung kann auf den zweiten Blick erkannt werden, wenn zuvor von den Fakten ausgegangen wird. Die Ich-Erzählerin, eine anonyme Lehrerin, die 33 Kindern in einer der unteren Klassen in den Fächern Deutsch und Rechnen Unterricht erteilt, plaudert über alles Mögliche. Reichlich vierzehn Tage hat die Frau Zeit für ihre Aufzeichnungen. Dann werden die großen Ferien zu Ende gehen. Aus dem Mosaik der Episoden, auf 110 Seiten verteilt, ergibt sich das Bild einer kinderlosen Frau aus einer Großstadt in der Rhein-Main-Gegend (sie fährt U-Bahn und sie reist nach Erbach), die manchmal an ihrem Verstand zweifelt. Mehr noch, sie möchte gerne verrückt werden.
Da begegnet die Lehrerin zufällig Albert auf der Straße. Der Lehrerkollege hat inzwischen Frau und Kinder. Damals, als sie noch Referendare waren, hatte Albert sie einmal auf Händen getragen. Die Zeiten sind vorbei. Das mit der Ehe – es hat nicht sollen sein.
Zwölf Jahre schon ist die Erzählerin mit dem 52-jährigen Helmuth liiert. Eine Heirat kommt für die Lehrerin nicht in Frage. Man wohnt getrennt. Über die Praktiken beim Geschlechtsverkehr mit diesem pragmatischen Rechtsanwalt wird der Leser in etlichen Episoden bis ins Einzelne unterrichtet.
Gegen Ende der 1940er Jahre: Als 15-Jährige steht die Erzählerin zwischen Dieter und Harald, damals beide 16-jährige Burschen. Den letzteren will sie nicht und den ersteren bekommt sie nicht. Die Erinnerungen – der nach ihrem  Bekenntnis – langsam alternden Frau gehen noch weiter zurück; bis in die Kindheit. In den Nachkriegsjahren werden Ruinen durchstreift.

## Form
Von bedauernswertem Speisefisch ist an mehreren Stellen des dreigeteilten Bandes die Rede. Auf deren Titel gebende Unbehaustheit  geht die Erzählerin erst in der achtletzten Episode ein. Immer geht es an solchen Stellen um toten Fisch. Wenn sich dieses Philosophieren über tote Lebewesen sowie auch über diverse Objekte aus der unbelebten Welt häuft, dann kommt beim Leser, der unterwegs beständig „Was solls?“ fragen muss, manchmal Zweifel an der Mitteilungswürdigkeit der betreffenden Passage auf. Es bleibt nicht bei den Fischen. Der Fischadler, das durchweichte Telefonbuch und das Schaf werden in manchmal unerwarteten Wendungen beschrieben – zum Beispiel kommen „entsetzlich verkotete Hinterteile“ der Schafe ins Blickfeld.
Glücklicherweise, so gesteht die Erzählerin im vorletzten Satz ihres schmalen Textes, habe sie nur ihre „Nebenbeschäftigung“ zur Sprache gebracht – die Artikulierung des sinnlich Wahrnehmbaren während ihres „undeutliche[n] Dahinleben[s]“: Da regnet es ihr auf einer Brücke in den offenen Mund. Von ihrer „Hauptbeschäftigung“, der Lehrer-Tätigkeit, spricht sie nur ganz am Rande.
Die Meinung, das Verhalten sowie die Wortwahl der Leute in ihrer Lebenssphäre spielen für die Erzählerin eine große Rolle. Als eine Frau im Fleischerladen 250 Gramm „Herzwurst“ kaufen möchte, kommt sie allein über das Wort kaum hinweg.

## Interpretation
Trotz der unter „Form“ nicht verschwiegenen möglichen Ressentiments gegen den Text hat Wilhelm Genazino ein kleines Kunststück vollbracht. Jene oben genannten – streckenweise anscheinend über die Zeitkoordinate unregelmäßig weit verstreuten – 75 Mosaiksteine ergeben beim Leser ein paar Tage nach der Lektüre ein bemerkenswert rundes Bild vom Wesen und Leben der Protagonistin. Sympathisch wird uns jene Lehrerin, die mit ihren kleinen Händen im Kaufhaus Kinderhandschuhe anprobiert, durch die schonungslose Offenheit, mit der sie beklemmende Erinnerungen, die bis in Kinderzeiten zurückreichen, dem Papier anvertraut. Da wird der Groschen-Diebstahl aus der Geldbörse der Mutter eingestanden, da wird definiert, was Verrat ist: Wenn ich schlecht über meine verstorbene Mutter rede.
Lustige Einschiebsel heitern den Leser auf. Wenn sich die Erzählerin in die Kissen wühlt, weiß der Leser mit der Zeit schon, gleich wird Helmuth mit der Lehrerin sexuell auf eine ganz bestimmte Art und Weise verkehren.

## Rezeption
- Ansätze zu Deutungen finden sich bei Moser.[10]

Besprechungen nach dem Erscheinen des Textes:
- Walter Hinck am 21. September 1994 in der „FAZ“,
- Eva Leipprand am 5. Oktober 1994  in der „Süddeutschen Zeitung“,
- Ursula März am 5. Oktober 1994 in der „Frankfurter Rundschau“,
- Werner Jung am 7. Oktober 1994 im „Freitag“,
- Hubert Winkels am 7. Oktober 1994: „Widder werden“ in: „Zeit Online“,
- Dorothea Dieckmann am 18. November 1994 im „Deutschen Allgemeinen Sonntagsblatt“ und
- Andrea Köhler am 23. November 1994 in der „Neuen Zürcher Zeitung“.

## Mediale Adaption
- Stefan Michalzik in der „Offenbach-Post“ am Montag, dem 20. März 2006: „Die Obdachlosigkeit der Fische“ im Ensemble 9. November Frankfurt am Main
- Musiktheatralische Stadtballade in zehn Bildern im Gallus Theater mit einem Verweis auf gleichnamiges Hörspiel: „Die Obdachlosigkeit der Fische“. Ursendung des Hörspiels: am 9. Dezember 1992 im hr[12].

### Textausgaben
Verwendete Ausgabe
- Wilhelm Genazino: Die Obdachlosigkeit der Fische. Carl Hanser, München 2006, ISBN 3-446-20868-2

### Sekundärliteratur
- Heinz Ludwig Arnold (Hrsg.): TEXT+KRITIK. Zeitschrift für Literatur. Heft 162. Wilhelm Genazino. April 2004. Richard Boorberg Verlag, München, ISBN 3-88377-755-2
- Samuel Moser: Isola Insula. Aspekte der Individuation bei Wilhelm Genazino. S. 36–45 in Heinz Ludwig Arnold (Hrsg.): TEXT+KRITIK. Zeitschrift für Literatur. Heft 162. Wilhelm Genazino. April 2004. Richard Boorberg Verlag, München, ISBN 3-88377-755-2